# Asphodeloideae
Sous-famille
Synonymes
- Asphodelaceae Juss.[2]
- incluse dans les Aloaceae Batsch[2]

Les Asphodeloideae sont une sous-famille des Asphodelaceae (anciennement Xanthorrhoeaceae) dans l'ordre des Asparagales.
Auparavant considérée comme une famille distincte à proprement parler : Asphodelaceae, elle a maintenant été proposée pour être un nomen conservandum. Cette proposition a été recommandée pour ratification en 2017. Dans ce cas, Asphodelaceae aura priorité sur Xanthorrhoeaceae. Cela se reflète dans les listes de famille de la classification phylogénétique APG IV.
Le nom de la sous-famille est dérivé du nom du genre Asphodelus. Les membres du groupe sont originaires d'Afrique, d'Europe centrale et occidentale, du bassin méditerranéen, d'Asie centrale et d'Australie, un genre (Bulbinella) ayant certaines de ses espèces en Nouvelle-Zélande. La plus grande diversité se trouve en Afrique du Sud.
Les genres Aloe, Asphodelus et Kniphofia sont les mieux connus, du fait de leur utilisation en horticulture comme plantes ornementales.

## Description
Les Asphodeloideae se distinguent par la présence générale d'anthraquinone, la microsporogenèse simultanée, la morphologie des ovules atypiques et la présence d'un arille. Les Asphodeloideae ont également une croissance secondaire caractéristique au moyen d'un méristème secondaire mais ce caractère se retrouve également dans d'autres taxons des Asparagales, notamment les Agavaceae, Iridaceae et Xanthorrhoideae. Il est confiné aux Asparagales parmi les monocotylédones et on pense qu'il a évolué indépendamment dans la plupart des familles.

## Phylogénie
De nombreux chercheurs s'entendent pour dire que les Asphodeloideae peuvent être divisés en un groupe monophylétique comprenant Aloe et ses parents immédiats et un groupe non monophylétique des genres restants,,. Le groupe monophylétique peut être considéré comme la tribu des Aloeae (de la sous-famille des Asphodeloideae donc) par les botanistes se référent à la circonscription des Asphodelacae du système APG IV. (Alternativement, il peut être traité comme la sous-famille des Alooideae au sein d'une famille plus étroitement circonscrite d’Asphodelaceae). Les Aloeae sont principalement des succulents à feuilles en rosettes, tandis que les autres genres ne sont pas succulents. Les genres des Aloeae sont localisés en Afrique australe, tandis que les autres genres ont principalement une répartition eurasienne.

### Aloeae
En octobre 2017, dans classification phylogénétique APG IV la tribu des Aloeae (ou Alooideae) comprend les genres Aloe, Aloiampelos, Aloidendron, Aristaloe, Astroloba, Gasteria, Gonialoe, Haworthia, Haworthiopsis, Kumara et Tulista,.
Les genres des Alooideae présentent plusieurs caractères morphologiques notables, notamment la disposition et le type des feuilles et inflorescence.
Les preuves de la monophylie des Aloeae sont basées sur un caryotype distinctif et une morphologie foliaire caractéristique. Le genre Bulbine a des caractéristiques d’Aloeae, mais n'est pas inclus dans le groupe à cause d'un manque de fleurs tubulaires. Kniphofia est considéré comme un groupe d’Aloeae car il a des fleurs tubulaires et une fusion de segments de périanthe, mais il manque de feuilles succulentes

### Cellules productrices d'aloïne
La présence de cellules productrices d'aloïne est un caractère distinctif des Aloeae. Ces cellules sont présentes dans tous les Aloeae, mais sont absentes dans la plupart des autres genres d’Asphodeloideae. Une couche bien développée de cellules vivantes à paroi mince (parenchyme) peut être observée dans le tissu conducteur de la sève (phloème) de chaque faisceau vasculaire ; Mark Wayne Chase suppose que ces cellules sont impliquées dans la production secondaire de métabolites, mais J. Beaumont du King's College Kensington suggère que les cellules agissent comme tissu de stockage des composés synthétisés dans la couche cellulaire environnante. Il est supposé que les cellules à aloïne synthétisent l'exsudat blanc caractéristique qui est produit lorsque la feuille succulente d'un aloès est coupée. Les cellules d'aloïne produisent de l'anthraquinone et des dérivés de chromone, qui peuvent être responsables des propriétés médicinales de l'aloïne.

## Liste des genres
Selon BioLib (8 janvier 2019) :
- genre Aloe L.

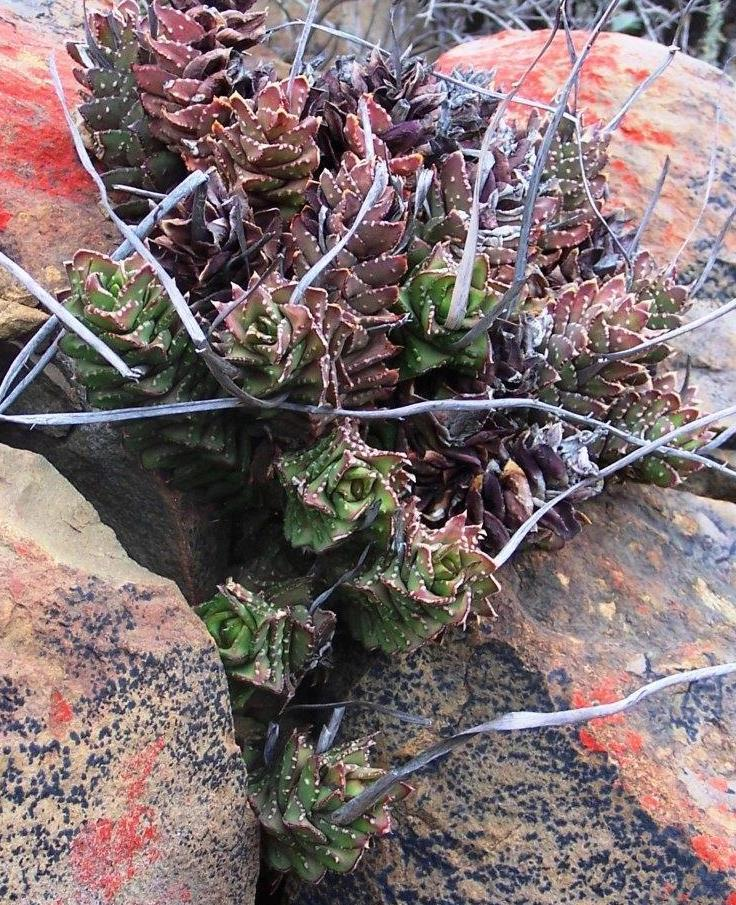
Astroloba bullulata dans son habitat.

- genre Aloiampelos Klopper & Gideon F.Sm.
- genre Aloidendron (A.Berger) Klopper & Gideon F.Sm.
- genre Asphodeline Rchb.
- genre Asphodelus L.
- genre Astroloba Uitewaal
- genre Bulbine Wolf
- genre Bulbinella Kunth
- genre Eremurus M. Bieb.
- genre Gasteria Duval
- genre Haworthia Duval
- genre Herpolirion Hook.f.
- genre Jodrellia Baijnath
- genre Kniphofia Moench
- genre Kumara Medik.
- genre Paradisea Mazzuc.
- genre Trachyandra Kunth

Selon BioLib (8 janvier 2019) :
- genre Aloe L.
- genre Aloiampelos Klopper & Gideon F.Sm.
- genre Aloidendron (A.Berger) Klopper & Gideon F.Sm.
- genre Asphodeline Rchb.
- genre Asphodelus L.
- genre Astroloba Uitewaal
- genre Bulbine Wolf
- genre Bulbinella Kunth
- genre Eremurus M. Bieb.
- genre Gasteria Duval
- genre Haworthia Duval
- genre Herpolirion Hook.f.
- genre Jodrellia Baijnath
- genre Kniphofia Moench
- genre Kumara Medik.
- genre Paradisea Mazzuc.
- genre Trachyandra Kunth

Selon NCBI (8 janvier 2019) :
- genre Aloe L., 1753
- genre Aloe × Aloiampelos
- genre Aloiampelos Klopper & Gideon F.Sm., 2013
- genre Aloidendron (Berger) Klopper & Gideon F.Sm., 2013
- genre Aristaloe Boatwr. & J.C.Manning, 2014
- genre Asphodeline Rchb., 1830
- genre Asphodelus L., 1753
- genre Astroloba Uitewaal
- genre Bulbine Wolf, 1776, nom. cons.
- genre Bulbinella Kunth, 1843
- genre Chortolirion
- genre Eremurus M.Bieb., 1832
- genre Gasteria Duval
- genre Gonialoe (Baker) Boatwr. & J.C.Manning, 2014
- genre Haworthia Duval, 1809, nom. cons.
- genre Haworthiopsis G.D.Rowley, 2013
- genre Jodrellia Baijnath, 1978
- genre Kniphofia Moench, 1794
- genre Kumara Medik., 1786
- genre Lomatophyllum Willd., 1811
- genre Trachyandra Kunth, 1843, nom. cons.
- genre Tulista Raf., 1840
- genre ×Astroworthia G.D.Rowley, 1967